# グリーン諸島の戦い
グリーン諸島の戦い（グリーンしょとうのたたかい）は、太平洋戦争での島嶼をめぐる戦闘の一つであり、1944年（昭和19年）1月から2月にかけてブカ島の北西方の海域に位置するグリーン諸島でニュージーランド軍およびアメリカ軍と日本軍守備隊が戦い、日本軍守備隊の玉砕によって戦闘が終わった。一連のソロモン諸島の戦いにおいて事実上最後の戦いに位置付けられ、グリーン諸島を確保した連合軍側は航空基地を前進させ、ラバウルとカビエンに対する包囲網をさらに狭めることとなった。

## 背景
1943年（昭和18年）11月からのブーゲンビル島の戦いにおいてタロキナ地区を確保し、飛行場を建設したアメリカ軍はソロモン方面航空部隊を進出させ、ラバウルをその傘の下に置いた。その数、頻度はすさまじく、一日一回以上の出撃を行い、一週間あたりの平均延べ出撃機数は1,000機を超えるにいたった。しかし、戦闘機をラバウルを含めたビスマルク諸島全域を覆う傘に入れるには、少しばかり距離があった。よって、戦闘機がビスマルク諸島で十分な活動を行える拠点を確保する必要が出てきた。その地点として選ばれたのが、ラバウルの東方およびブーゲンビル島とブカ島の北西方の海域に位置するグリーン諸島であった。
グリーン諸島攻略計画の初出ははっきりしないが、1944年1月3日に開かれたサンフランシスコでの合衆国艦隊司令長官兼海軍作戦部長アーネスト・キング海軍大将と太平洋艦隊司令長官チェスター・ニミッツ海軍大将、および第3艦隊（南太平洋軍）司令長官ウィリアム・ハルゼー海軍大将の会談において、ハルゼーがグリーン諸島の確保を提案している。ハルゼーはさらにエミラウ島の確保を進言し、アドミラルティ諸島をうかがうダグラス・マッカーサー陸軍大将の南西太平洋軍と連携してラバウルとカビエンを締め上げ、連続爆撃で無力化することができるとにらんでいた。
ハルゼーの提案はワシントンD.C.と真珠湾での陸海軍の会合に回されたが、マッカーサーの代理である南西太平洋軍参謀長リチャード・サザランド陸軍少将はグリーン諸島の確保には賛成したものの、エミラウ島の確保には反対した。会合自体はその後、マッカーサーの意を呈したサザランドが主要進攻路について何かと引っかきまわして、会合内容を知ったキングが激怒することになったが、グリーン諸島攻略作戦そのものは2月15日に作戦を開始するということで承認された。
グリーン諸島に関する日本側の状況についても資料が十分とは言えないが、1944年1月の時点では日本海軍の見張り員12名と、日本陸軍守備隊約80名がいた。在ラバウルの第八方面軍（今村均陸軍大将）では、連合軍がグリーン諸島を確保すれば飛行場を建設してラバウルとカビエンに脅威を与えてくることは予想していたものの、特に対策は打たなかった。日本側では、グリーン諸島をラバウルとブカ島間の小型船の中継地として活用したのみであった。

## 戦闘

### 威力偵察
本格的な上陸作戦に先立って、連合軍側は威力偵察を行うこととなった。3隻の高速輸送艦、ウォーターズ (USS Waters, APD-8) 、タルボット (USS Talbot, APD-7) およびディカーソン (USS Dickerson, APD-21) が用意され、アメリカ軍とニュージーランド軍からの4個中隊からなる部隊が編成された。また、ブカ島出身者でグリーン諸島の事情に明るい者から状況を聞き出すなど、事前の情報収集にも余念がなかった。
1月30日、駆逐艦や魚雷艇に護衛された3隻の高速輸送艦はベララベラ島の泊地を出撃し、翌31日朝にグリーン諸島に到達する。環礁内に入った偵察部隊はニッサン島に上陸し、橋頭堡を築く。その様子を見ていた日本海軍の見張り員は「敵上陸ス 〇九〇〇」と報じたあと、非戦闘員は暗号書を焼いて隣接するフエニ島に避難する。残存部隊は上陸部隊との間に小規模ながら戦闘を交え、上陸部隊からアメリカ軍3名、ニュージーランド軍1名の計4名の戦死者と5名の負傷者が出た。報告を受けた南東方面艦隊（草鹿任一海軍中将）は航空機を繰り出して偵察を行い、「巡洋艦3隻」を発見して航空攻撃を行わせるとともに、逆上陸の準備に取りかからせた。命令を受け、ラバウルに進出していた第二航空戦隊の零戦8機が出撃して環礁内の上陸部隊を攻撃し、「魚雷艇3隻撃沈破」を報じた。一方、不意打ちを食らった上陸部隊は高速輸送艦に戻り、日本側の航空機の出現もあって31日の夜にグリーン諸島から離れ、ベララベラ島に帰投した。この帰途において、支援の駆逐艦がブカ島近海で伊号第一七一潜水艦（伊171）を探知して攻撃し、撃沈している。
翌2月1日、第二航空戦隊の零戦18機、艦上爆撃機3機、偵察機が出撃してグリーン諸島に向かったが、敵影は見えなかった。同じ2月1日、第八根拠地隊から抽出された和田久馬大尉が指揮する逆上陸部隊123名が伊号第一六九潜水艦（伊169）と伊号第一八五潜水艦（伊185）に分乗してグリーン諸島に向かい、2月3日未明にグリーン諸島沖に到着して77名が上陸。77名の内訳は第八十六警備隊から26名、高砂義勇隊から51名であった。残り46名は荒天で上陸できずラバウルに戻った。逆上陸部隊は敵部隊の撤退を確認して見張り員も復帰し、グリーン諸島全体の日本軍の数は102名となった。1月31日の戦闘における日本側の死傷者数は不明である。なお、日本海軍潜水艦による敵に近接した島嶼への陸戦隊輸送は、実現したものに限れば、このグリーン諸島へのものが最初で最後であった。

### 上陸準備
連合軍は思わぬ反撃を食らったとはいえ、グリーン諸島攻略に必要な人員と資材の見積もりができたので、本格的な上陸作戦の準備に移ることとなった。
上陸部隊の主力はニュージーランド軍のハロルド・エリック・バラクロウ陸軍少将率いるニュージーランド第3師団であり、ニュージーランド第3師団から4,242名、アメリカ軍から1,564名の計5,806名で構成されていた。上陸部隊輸送はセオドア・S・ウィルキンソン海軍少将の指揮する第3両用戦部隊が担当し、間接支援としてウォルデン・L・エインズワース海軍少将の第38任務部隊と、アーロン・S・メリル海軍少将の第39任務部隊の巡洋艦と駆逐艦が張り付いた。この2つの任務部隊は、日本軍がラバウルやブーゲンビル島、トラック諸島からグリーン諸島攻略阻止の部隊を繰り出したならば、これを迎撃する任務を担当していた。攻略部隊は2月13日にガダルカナル島を出撃し、グリーン諸島を目指した。
グリーン諸島をめぐる本格的な戦闘は、上陸予定日前日の2月14日から行われた。この日、日本側の偵察機が攻略部隊を発見した。この報告を受けてトラックからラバウルに進出してきたばかりの第二航空戦隊の艦上爆撃機18機のうち、6機が14日15時40分にラバウルを発進し、約1時間後の16時45分に第38任務部隊を発見して爆撃したが、2機が帰らなかった。この爆撃で、軽巡洋艦セントルイス (USS St. Louis, CL-49) が損傷し、25名が戦死して18名が負傷する被害を受けた。同じく軽巡洋艦ホノルル(USS Honolulu, CL-48) も至近弾を受けたが被害はわずかであった。日本側は、夜に入って魚雷装備の艦上攻撃機6機、爆弾装備の陸上攻撃機5機および艦上攻撃機1機を発進させて追い打ちをかけたが、煙幕と夜間戦闘機によって攻撃は阻止された。

### 攻略戦
2月15日早朝、第3両用戦部隊はニッサン島に到着し、上陸を開始する。これに対し日本側見張り員は4時45分に「敵見ユ」と打電し、10時35分には「敵上陸完了セリ、兵力二千以上・・・」と打電した。航空攻撃も前日14日同様に行われ、艦上爆撃機6機がラバウルを発進して攻撃したが、半数の3機が未帰還であった。この攻撃で、戦車揚陸艦LST-486 が誤射で損傷した。航空攻撃はこのあと二度企図されたが、2月15日夜の攻撃は天候不良で戦果定かならず、翌16日の攻撃も天候不良で出撃取りやめとなった。いずれの航空攻撃も戦果自体は微々たるものだったが、昼夜分たぬ航空攻撃に攻撃側は戦闘配置が解けず、兵員の睡眠も不足気味となった。作戦に参加していたアメリカの軽巡洋艦モントピリア (USS Montpelier, CL-57) の乗組員であったジェームズ・J・フェーイーは2月15日の日記の中で、「3日間で、2、3時間しか寝てない」と記している。日本側は航空攻撃を続けるため、トラックに待機中の艦上攻撃機9機をさらに送り込むことに決めたが、2月17日のトラック島空襲によって進出は不可能となってしまった。
陸上戦闘に目を転じれば、連合軍5,806名と日本軍102名、58対1の人数比率ではあったが簡単に攻略したわけではなかった。それでも飛行場建設を進めながら日本軍守備隊を掃討していった模様で、見張り員は2月17日朝に「椰子林一帯ニ間断ナク爆破作業ヲ行ヒツツアリ（飛行場建設ト察セラル）・・・我ガ方ニ対シ迫撃砲ノ攻撃頻繁ナリ」と打電している。2月18日には、上陸部隊はニッサン島の北端に達して日本軍守備隊がいないことを確認する。日本軍守備隊が遺棄した干物やコメなどの食料も押収し、後刻先住民に配給された。残る日本軍守備隊は環礁南端のトラハテュプ地区の崖に潜んでいるものと判断され、2月19日にこの崖の捜索が行われた。この2月19日5時、日本軍守備隊から「我敵陣ニ突入ス 連絡ヲ絶ツ」との打電があり、以降消息が途絶えた。2月19日午後の掃討では日本兵4名を射殺し、環礁西端のポロニアン地区からの部隊と合流して掃討を継続した。2月20日以降、上陸部隊は物陰という物陰、サンゴ礁、木の上などをくまなく探しては日本兵を掃討し続け、間もなく日本兵の一掃を確認した。上陸部隊は1月31日のものと合わせてアメリカ兵3名、ニュージーランド兵10名が戦死し、アメリカ兵3名とニュージーランド兵21名が負傷した。日本側は和田以下のグリーン諸島守備隊102名ないし120名全員が戦死し、2月24日に第八根拠地隊より「全員玉砕セシモノト認ム」と報告された。戦闘終結は2月27日と記録されている。

## 結果
連合軍はグリーン諸島を確保すると、ただちに飛行場建設を開始して3月4日には完成した。海兵隊航空部隊が進出し、タロキナからはおよそ120海里も前進したこの飛行場の完成によって、ラバウルのみならずカビエンもまた、戦闘機の行動圏内に入ることとなった。魚雷艇基地も進出し、その行動圏内はラバウル、ニューアイルランド島およびブカ島間にいたった。一連のソロモン諸島の戦いは、このグリーン諸島の占領をもって事実上完結したという見方があり、実際にフェーイーが、作戦がいまだ終わっていなかった2月17日の日記に、早くも「ソロモン作戦は完了した」と記している。実際のピリオドをどこに置くかはさておいても、以降のソロモン方面の戦いはブーゲンビル島を除いて戦火はおおむね終息の方向に向かうこととなる。
連合軍はラバウルより東方のグリーン諸島を攻略し、ラバウルより西でも2月末から5月まで続くこととなるアドミラルティ諸島の戦いで日本軍を一掃しつつあり、ラバウル包囲の完成にあと一歩のところまで来ることとなったが、最後の1ピースをハルゼーの主張するエミラウ島にするか、マッカーサーのこだわるカビエンにするかについては決着がついていなかった。最終的な決定は、3月の統合参謀本部会議の結論が出るまで待たなければならなかった。

## 題材にした作品
マンガ
- 水木しげる『ＫＡＮＤＥＲＥ』：水木氏は守備隊の生存者に会ったことがあるという。